# Serrat d'en Vaquer
El Fort del Serrat d'en Vaquer és una fortificació militar d'època moderns del terme comunal de Perpinyà, a la comarca del Rosselló (Catalunya del Nord).
Està situat en el Serrat d'en Vaquer, al sector meridional del terme comunal de Perpinyà, a prop i a migdia del Mas Roig, en el punt més enlairat de la plana del Rosselló. Es troba al nord del barri de Catalunya i al nord-oest del de la Porta d'Espanya. És al sud-oest de la ciutat vella de Perpinyà, a prop del traçat de l'aqüeducte de les Arcades, que data del segle xiv.

## Història
Al capdamunt d'aquest turó s'organitzaven, durant la Guerra Gran, les campanyes militars de l'exèrcit espanyol comandades pel Conde de la Unión, i fou en aquest lloc que l'exèrcit espanyol va ser vençut i rebutjat per primer cop en el seu atac a Perpinyà.

## El Fort militar

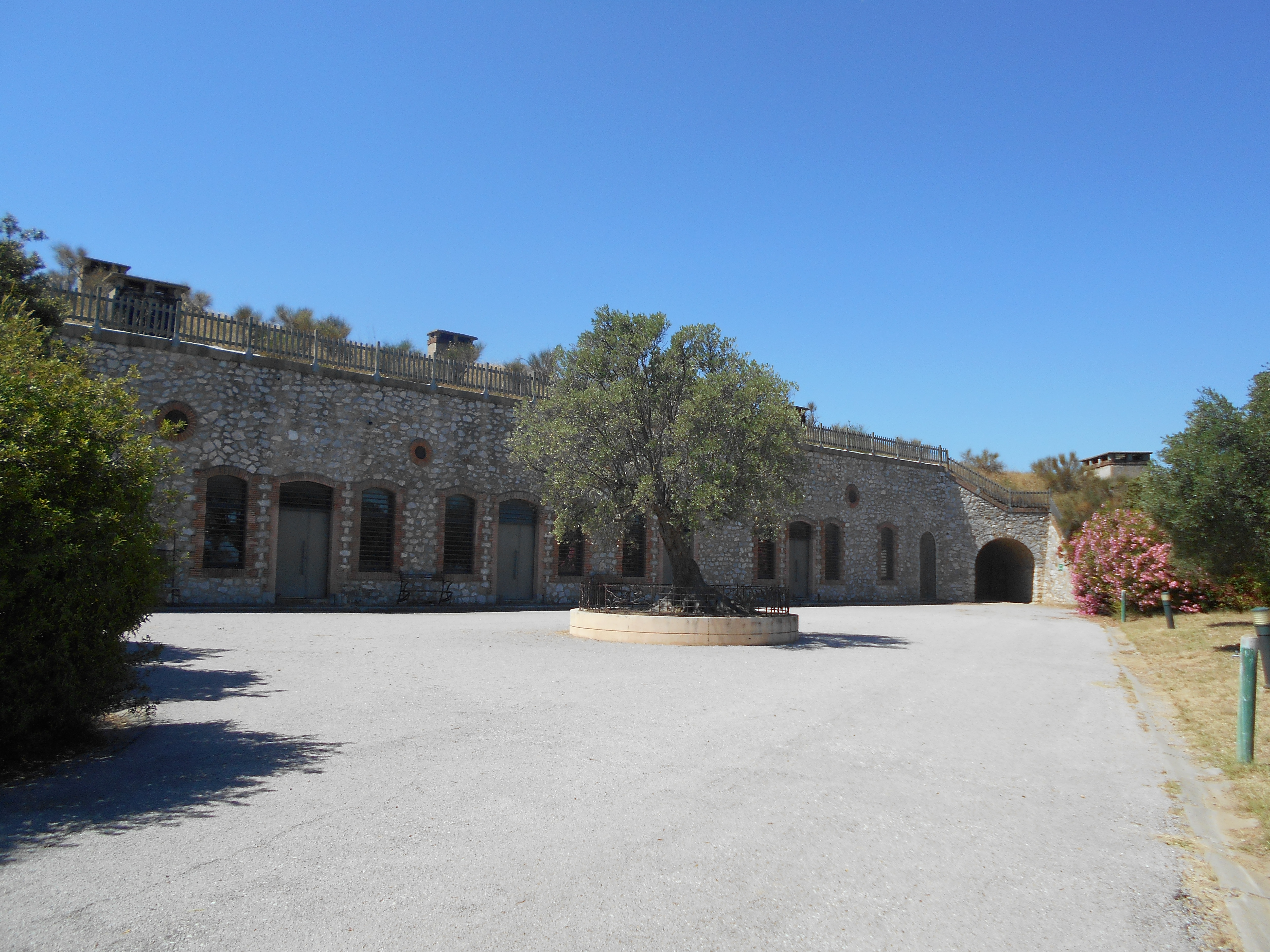
Casernes del Fort del Serrat d'en Vaquer

El Fort del Serrat d'en Vaquer fou construït posteriorment, el 1885, com a defensa meridional de la ciutat de Perpinyà. Defensa per un fossar que envolta la totalitat del turó on es troba el fort, fou construït de forma que les diferents construccions que l'integren (casernes, despatxos i llocs de comandament, magatzems, polvorins, etc) estan a l'interior d'uns túmuls artificials, amb respirador al capdamunt, que fan que aquestes construccions queden molt poc visibles des de l'exterior. A més, fou dissenyat a partir d'una orientació doble: cap al sud la major part de bateries (accessos a Perpinyà des del sud) i cap al nord i nord-oest les casernes i l'edifici principal. Aquest nou sistema de fortificacions, anomenat de Séré de Rivière, tenia com a finalitat amagar les tropes mobilitzades, permetia d'utilitzar l'artilleria de gran abast en direcció a la frontera.

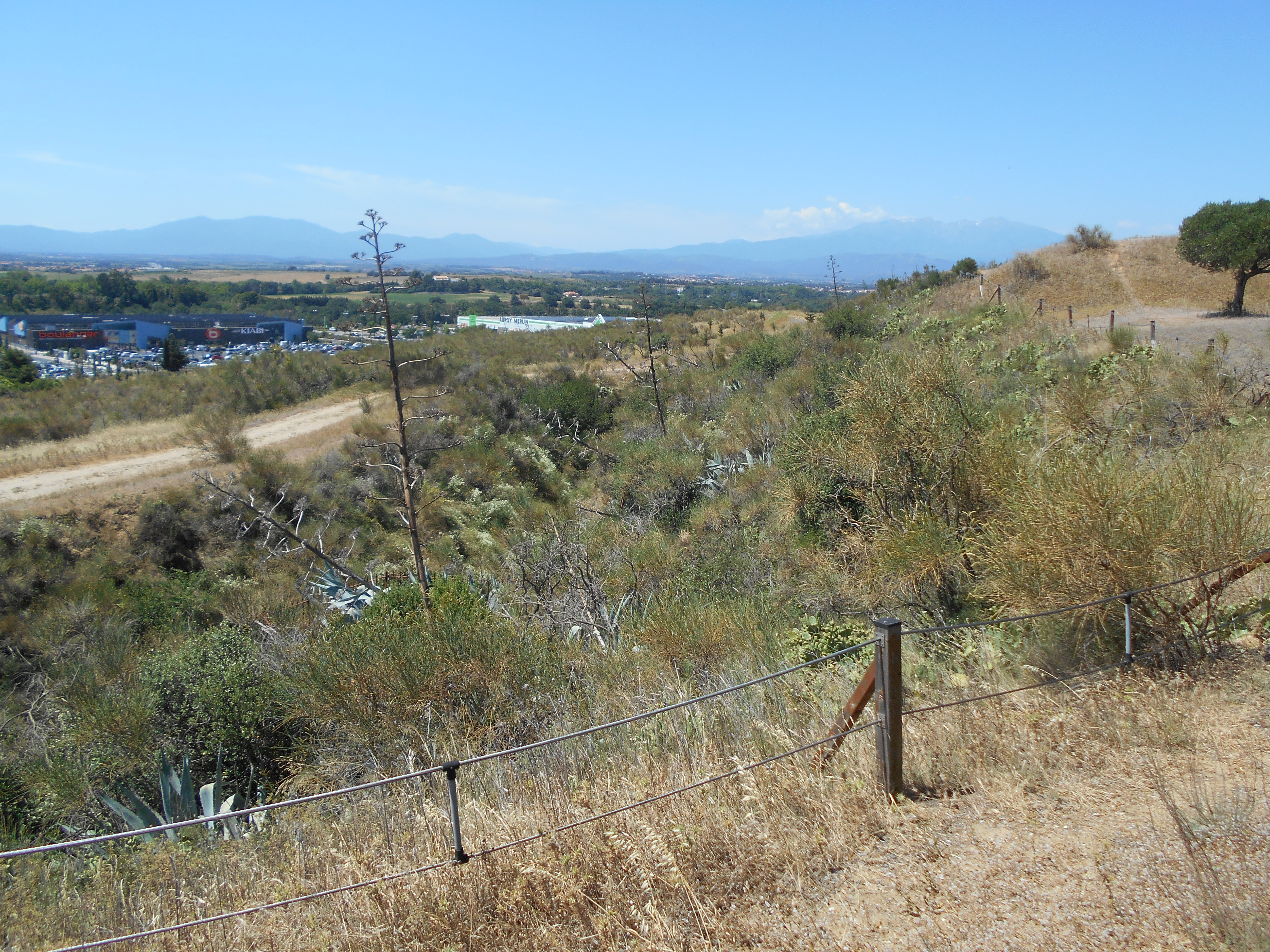
Fossar sud del Fort del Serrat d'en Vaquer

En un principi fou pensat per a un conjunt de bateries d'artilleria, però el progrés de les armes al pas del segle xix al xx el deixaren obsolet, i fou transformat tot en un gran polvorí. El conjunt disposa d'una quarantena de sales, totes subterrànies, i cobreix prop de 4 hectàrees. En el decurs de la construcció, els moviments de terres van deixar a la vista un jaciment paleontològic. En l'actualitat és també un parc de la ciutat de Perpinyà, amb els vessants practicables d'accés lliure dia i nit i l'interior del fort tancat a les hores sense llum natural.

## El jaciment paleontològic
Durant la construcció del fort, el Doctor Albert Donnezan (1846 - 1914), metge perpinyanenc, va descobrir un extraordinari jaciment de fòssils vertebrats que daten del Pliocè (període comprès entre -5,3 i -1,6 milions d'anys). Aquesta sorprenent col·lecció fou descrita i inventariada pel Professor Charles Dépéret (1854 - 1929), i va permetre de reconstituir més de cinquanta espècies de la fauna del lloc en el passat, alguns espècimens són particularment destacables: la gegantina tortuga tropical Testudo perpiniana, que fa 1,20 m de llarg, el simi Dolichopitécus ruscinensis, la guineu Vulpés donnezanni, l'os Ursus avernensis, el cérvol Ruscinensis i la gasela Borbonica, principalment. Aquests fòssils són avui dia exposats en museus de Perpinyà i Lió, a més del Muséum National d'Histoire Naturelle de París.